# Abraham Mignon

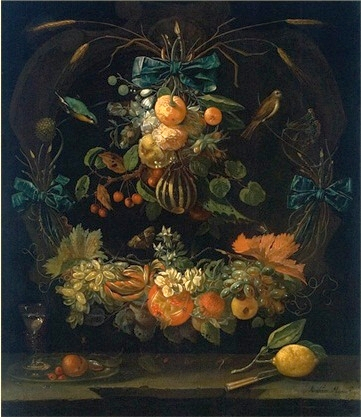
Abraham Mignon, Martwa natura z kwiatów i owoców (1669-1679), Muzeum Pałacu Króla Jana III w Wilanowie

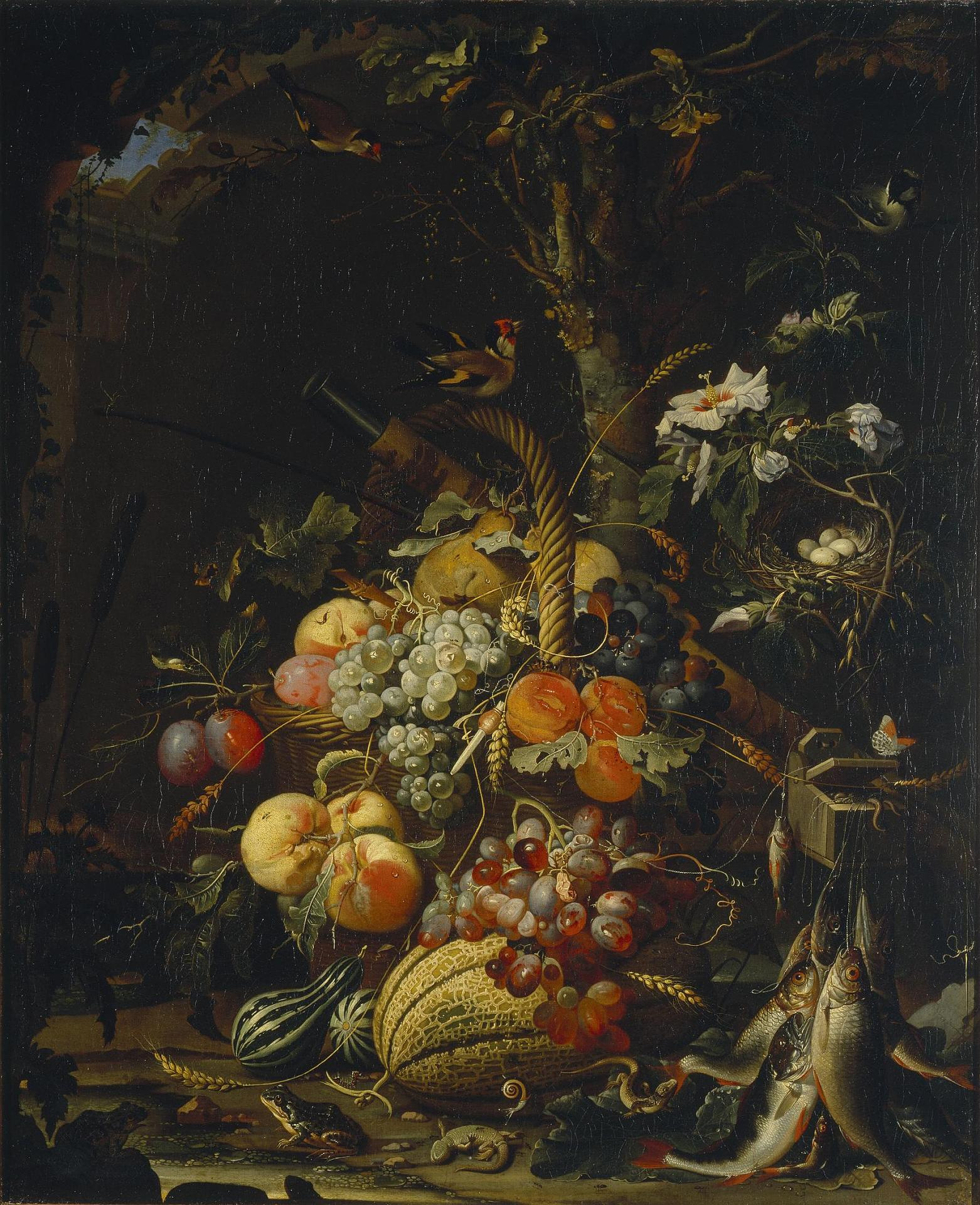
Abraham Mignon, Martwa natura z owocami, rybami i ptasim gniazdem w lesie (druga poł. XVII w.), Ermitaż

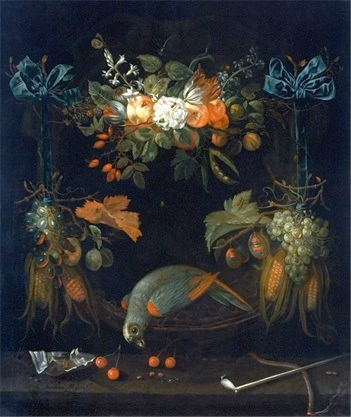
Abraham Mignon, Martwa natura z papugą (1669-1679), Muzeum Pałacu Króla Jana III w Wilanowie

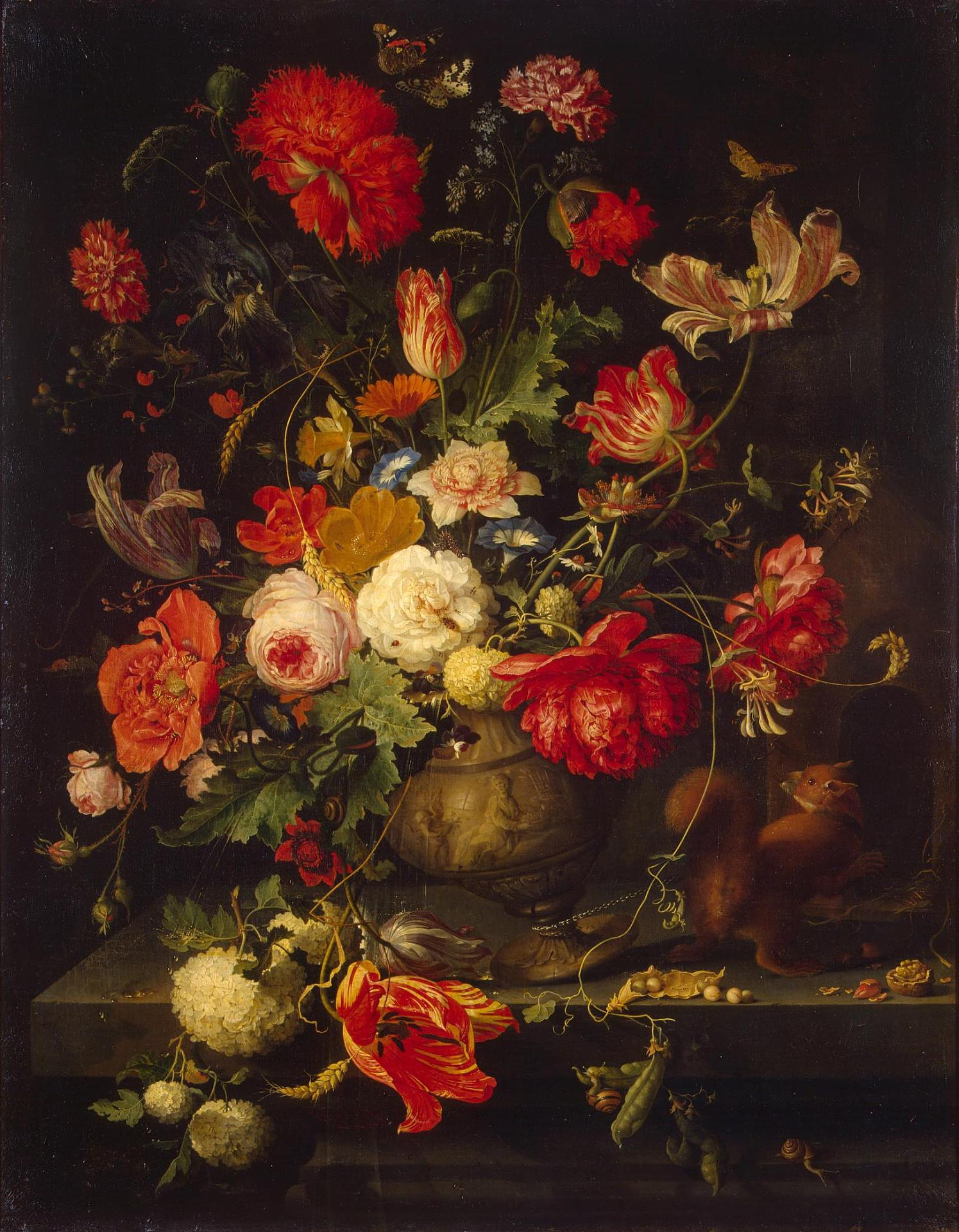
Abraham Mignon, Waza kwiatowa z wiewiórką (ok. 1660)

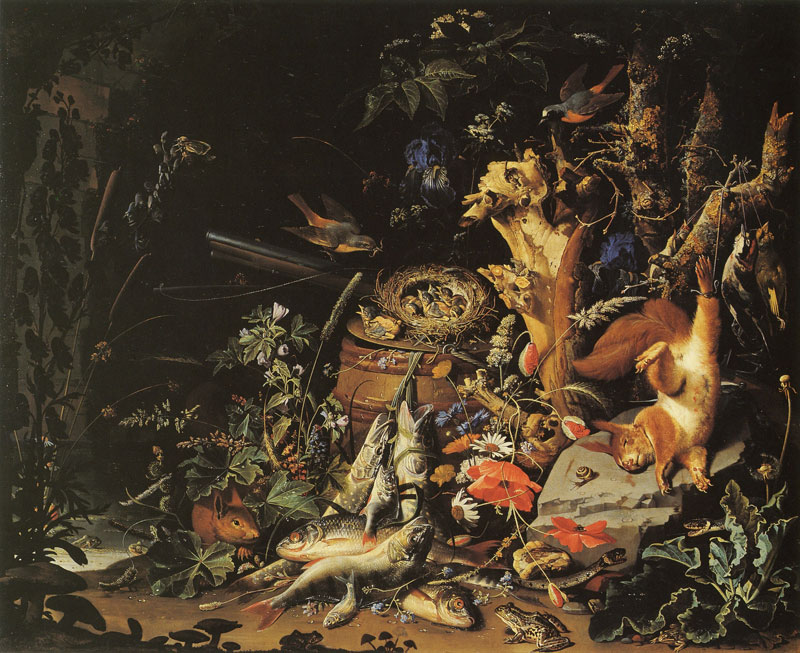
Abraham Mignon, Ptasie gniazdo 1675, Luwr

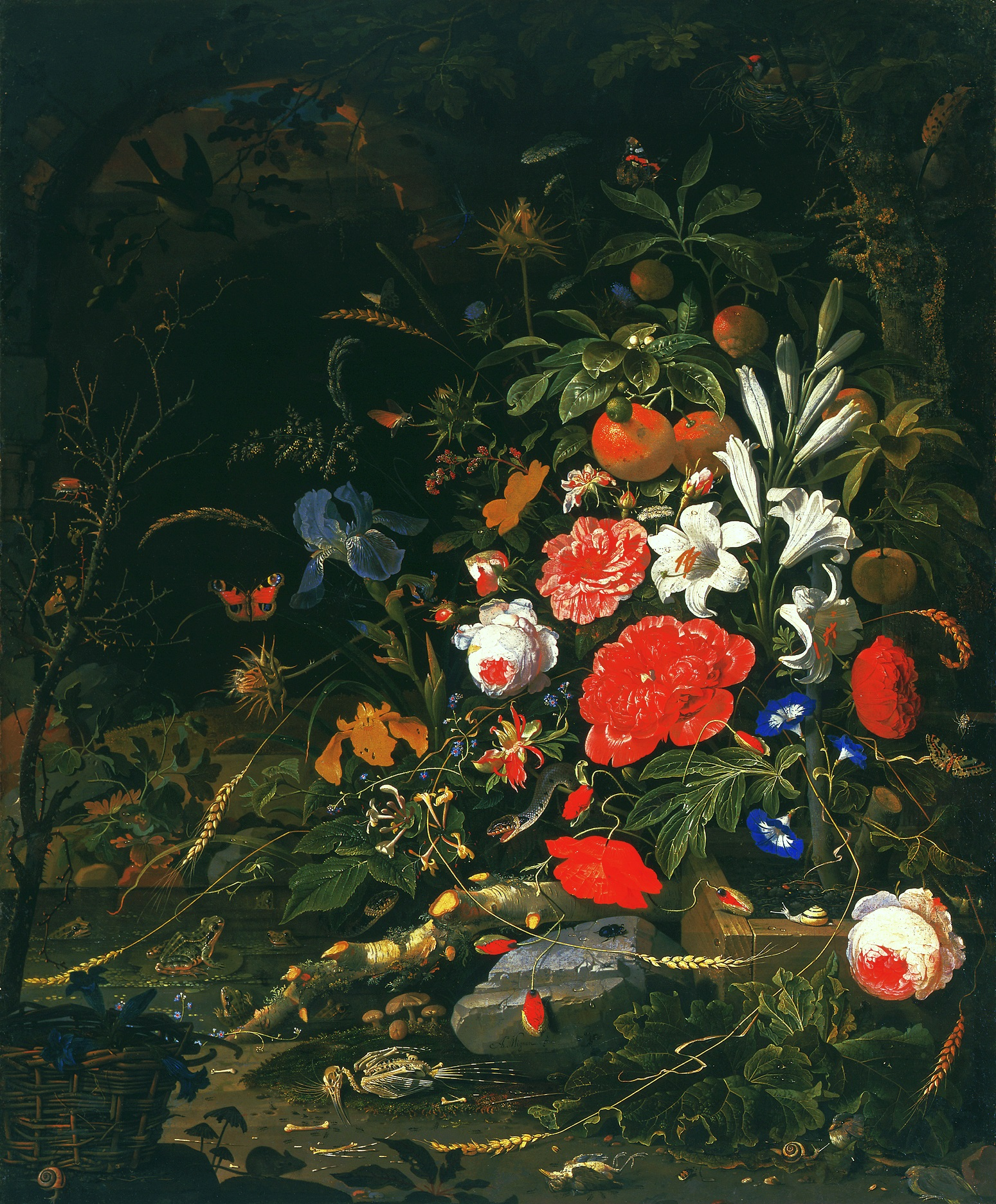
Vanitas (Kwiaty i drobne zwierzątka) druga poł. XVII w., Muzeum Narodowe w Warszawie

Abraham Mignon (ur. ochrz. 21 czerwca 1640 we Frankfurcie nad Menem, poch. 27 marca 1679 w Utrechcie) – holenderski malarz martwych natur pochodzenia walońskiego, działający w Niemczech i Holandii w okresie barok.

## Życiorys
Najstarszy syn z czworga dzieci handlarza serów Petera Mignona i Cathariny Le Bleu. Kształcił się u malarza kwiatów Jacoba Marrela. W 1664 wyjechał do Utrechtu, gdzie w 1669 wstąpił do gildii św. Łukasza. Następnie zatrudnia się w pracowni Jana de Heema (1606-1684), który wywarł bardzo silny wpływ na jego twórczość. W 1675 poślubił Marię Willaerts, córkę malarza Cornelisa Willaertsa, z którą miał dwie córki: Katharinę i Annę. Był wyznawcą kalwinizmu.

## Twórczość
Malował bukiety kwiatowe w naczyniach lub wiszące, girlandy oraz wieńce kwiatowe i owocowe, nisze z owocami, ubitym drobiem i trofeami myśliwskimi, wystawne martwe natury stołowe z owocami i kielichami pełnymi wina. Szczególnie upodobał sobie (wzorem Jana de Heema) typ kompozycji z kwiatami, owocami, owadami, ptakami i drobnymi zwierzętami w krajobrazie – głównie na skraju lasu. Jego obrazy cechuje wielka techniczna sprawność, naukowa precyzja obserwacji okazów flory i fauny oraz wybujała dekoracyjność.
Jego uczniami byli: Maria Sibylla Merian (1647-1717), Hendrik Schoock (1660-1712), Ernst Stuven (1660-1712).

## Dzieła
(Format: wysokość x szerokość w cm)

### Wiszące kwiaty i owoce
- Girlanda kwiatów, 41x54,5, Kopenhaga, Statens Museum for Kunst
- Girlanda z kwiatów i owoców, 91x74, Drezno, Galeria Obrazów Starych Mistrzów
- Kwiaty i owoce na błękitnej wstążce, 101x83,5, Drezno, Galeria Obrazów Starych Mistrzów
- Kwiaty i owoce na błękitnej wstążce, 32x17,5, Drezno, Galeria Obrazów Starych Mistrzów
- Martwa natura z owocami, 43,3x34,9, Koblencja, Mittelrhein Museum
- Wiszący bukiet kwiatów, 38,1x29,9, Waszyngton, National Gallery of Art
- Wiszące kwiaty i owoce, 52x66, Baltimore, Museum of Art
- Wiszące owoce z błękitną wstążką, 66x43, Aschaffenburg, Bayerische Staatsgmaeldesammlung

### Owoce w niszy
- Jesienne owoce w niszy, 44,8x34,3, Antwerpia, Museum Mayer van der Bergh
- Martwa natura z owocami i orzechami na kamiennym występie, 34x27, Cambridge, Fitzwilliam Museum
- Martwa natura z owocami, 47x37, Bazylea, Kunstmuseum
- Martwa natura z owocami, 34x27, Frankfurt, Historisches Museum
- Martwa natura z owocami, 40x32,5, Karlsruhe, Staatlische Kunsthalle
- Owoce w niszy, 50x38,5, Rotterdam, Museum Bojmans Van Beuningen
- Winogrona i brzoskwinie w niszy, 47x36, Drezno, Galeria Obrazów Starych Mistrzów

### Sceny śniadaniowe z owocami
- Martwa natura z ostrygami, 45x34,5, Kopenhaga, Statens Museum for Kunst
- Martwa natura z owocami, 34,9x44,8, Frankfurt, Staedelsches Kunstinstitut
- Martwa natura z owocami i homarem, 78x67, Douai, Musée de la Chartreuse
- Martwa natura z owocami i kieliszkami do wina, 38x48, Meksyk, Museo Nacional de San Carlos
- Martwa natura z owocami i orlą stopą, 76x62, Haga, Mauritshuis
- Martwa natura z owocami i ostrygami, 60,5x75, Amsterdam, Rijksmuseum
- Martwa natura z owocami, ostrygami i czarą z porcelany, 55x45, Amsterdam, Rijksmuseum
- Martwa natura ze światłem świecy, 36,5x47,3, Bonn, Rheinisches Landesmuseum
- Ostrygi, owoce i kieliszek do wina, 36,5x49, Praga, Galeria Narodowa
- Owoce i kielich w niszy, 36,2x47,5, Florencja, Uffizi
- Owoce i ostrygi w niszy, 40x31, Monachium, Bayerische Staatsgemaeldesammlungen
- Wnętrze z martwą naturą owocową, 80x70, Oxford, Ashmolean Museum

### Owoce w krajobrazie leśnym
- Martwa natura z kwiatów i owoców, Warszawa Muzeum Pałacu Króla Jana III
- Kwiaty i owoce na kamiennym występie, 75x63, Haga, Mauritshuis
- Martwa natura z koszem owoców pod dębem, 87x69, Düsseldorf, Museum Kunst Palast
- Martwa natura z owocami, listowiem i insektami, 58,42x49,53, Minneapolis, Institute of Arts
- Martwa natura z owocami, rybami i ptasim gniazdem w lesie, 89x70, St. Petersburg, Ermitaż
- Martwa natura z owocami i zwierzętami, 92x72,7, Kolonia, Wallraf-Richartz Museum
- Martwa natura owocowa, 82x102, Kassel, Staatlische Museum
- Martwa natura owocowa w grocie, 99x84, Paryż, Luwr
- Martwa natura owocowa na podłodze, 60,5x50,5, Bonn, Rhenisches Landesmuseum
- Martwa natura owocowa ze szczygłem i wiewiórką, 80x90,2, Kassel, Staatlische Museum
- Martwa natura z papugą, Warszawa Muzeum Pałacu Króla Jana III
- Owoce w niszy, 75x60, Paryż, Luwr
- Owoce, ptasie gniazdo i ryby, 62x74, Monachium, Bayerische Staatsgemaeldesammlungen
- Ptasie gniazdo w koszu z owocami, 85,5x70, Drezno, Galeria Obrazów Starych Mistrzów

### Kwiaty z wazonie
- Kwiaty w kryształowej karafce i śnieżną kulą, 48x42, Paryż, Luwr
- Kwiaty w kryształowym wazonie z ważką, 88x68, Paryż, Luwr
- Kwiaty w szklanej karafce, 50,8x37,5, Oxford, Ashmolean Museum
- Kwiaty w szklanym wazonie, 87x68, Rotterdam, Museum Bojmans Van Beuningen
- Kwiaty w szklanym wazonie z pomarańczowym prętem, 88x67, Drezno, Galeria Obrazów Starych Mistrzów
- Martwa natura z kwiatami, 88x67, Turyn, Galleria Sabauda
- Martwa natura z kwiatami w metalowym wazonie, 90x72,5, Haga, Mauritshuis
- Martwa natura z kwiatami w szklanym wazonie, 90x72,5, Haga, Mauritshuis
- Martwa natura z kwiatami i zegarkiem kieszonkowym, 75x60, Amsterdam, Rijksmuseum
- Przewracająca się waza z kwiatami, 89x72, Amsterdam, Rijksmuseum
- Waza kwiatowa z kotem, 89x70, Lyon, Musée des Beaux-Arts
- Waza kwiatowa z wiewiórką, 87x68, St. Petersburg, Ermitaż
- Waza kwiatowa z zegarem, 87x64, Brunszwik, Herzog Anton-Ulrich Museum

### Kwiaty leśne
- Kwiaty polne w krajobrazie leśnym, 69x56, Ansbach, Bayerische Staatsgemaeldesammlungen
- Martwa natura z dzikimi kwiatami, 48x42, Paryż, Luwr
- Martwa natura z kwiatami i zwierzętami, 75x63,5, Den Bosch, Noordbrabants Museum
- Martwa natura leśna z kwiatami, 62x49, Northampton, Smith College of Arts
- Martwa natura leśna z kwiatami, zwierzętami i insektami, 60x50,5, Bruksela, Królewskie Muzea Sztuk Pięknych
- Ptasie gniazdo, 82x100, Paryż, Luwr

### Kwiaty leśne w grocie
- Kwiaty w grocie, 100x78, Bukareszt, Muzeum Sztuk Pięknych
- Kwiaty i zwierzęta w grocie, 66x79, Turyn, Galleria Sabauda
- Martwa natura z kwiatami, rybami i ptasim gniazdem, 89x71,5, Budapeszt, Muzeum Sztuk Pięknych
- Martwa natura w krajobrazie leśnym, 80x100, Darmstadt, Hessisches Landesmuseum
- Martwa natura wanitatywna, 102x84, Warszawa, Muzeum Narodowe
- Ptasie gniazdo w grocie, 68x82, Waszyngton, D. C. Heinz II Foundation

### Martwa natura zwierzęca i myśliwska
- Martwa natura z martwym kogutem, 59,1x49,6, Frankfurt, Staedelsches Kunstinstitut
- Martwy kogut w niszy, 73x60, Bruksela, Królewskie Muzea Sztuk Pięknych
- Martwa natura z papugą, 88,5x71,3, Aix-en-Provence, Musée Granet
- Martwa natura zwierzęca, 85,5x67, Monachium, Bayerische Staatsgemaeldesammlungen
- Martwa natura myśliwska, 45x34,5, Monachium, Bayerische Staatsgemaeldesammlungen
- Martwa natura ze zwierzyną w niszy, 54x41, Berlin, Gemäldegalerie
- Martwa natura myśliwska, 87x67,5, Dessau, Schloss Mosigkau